# Bahnstrecke Dobermannsdorf–Poysdorf
| Bahnhof Großkrut-Althöflein zu Zeiten des Planbetriebs (1985) |                      |                            |                            |
| Streckennummer (ÖBB): | 185 01               |                            |                            |
| Streckenlänge: | 20,33 km             |                            |                            |
| Spurweite: | 1435 mm (Normalspur) |                            |                            |
| |                      |                            |                            |
| \| \| \| von Mistelbach \| \| \| \| \| von Bad Pirawarth \| \| \| \| 0,00 \| Dobermannsdorf \| Dobermannsdorf \| \| \| \| nach Hohenau \| \| \| \| 3,39 \| Hausbrunn \| Hausbrunn \| \| \| 6,47 \| Altlichtenwarth \| Altlichtenwarth \| \| \| 11,70 \| Großkrut \| Großkrut \| \| \| 12,00 \| Anschlussgleis Lagerhaus \| Anschlussgleis Lagerhaus \| \| \| 16,01 \| Walterskirchen \| Walterskirchen \| \| \| 17,99 \| Ketzelsdorf \| Ketzelsdorf \| \| \| 20,33 \| Poysdorf \| Poysdorf \| \| \| \| nach Enzersdorf bei Staatz \| \| |                      |                            |                            |
| Strecke |                      | von Mistelbach             | von Mistelbach             |
| Abzweig geradeaus und ehemals von rechts |                      | von Bad Pirawarth          | von Bad Pirawarth          |
| Dienststation / Betriebs- oder Güterbahnhof | 0,00                 | Dobermannsdorf             | Dobermannsdorf             |
| Abzweig ehemals geradeaus und nach rechts |                      | nach Hohenau               | nach Hohenau               |
| Haltepunkt / Haltestelle (Strecke außer Betrieb) | 3,39                 | Hausbrunn                  | Hausbrunn                  |
| Haltepunkt / Haltestelle (Strecke außer Betrieb) | 6,47                 | Altlichtenwarth            | Altlichtenwarth            |
| Bahnhof (Strecke außer Betrieb) | 11,70                | Großkrut                   | Großkrut                   |
| Abzweig geradeaus und nach rechts (Strecke außer Betrieb) | 12,00                | Anschlussgleis Lagerhaus   | Anschlussgleis Lagerhaus   |
| Haltepunkt / Haltestelle (Strecke außer Betrieb) | 16,01                | Walterskirchen             | Walterskirchen             |
| Haltepunkt / Haltestelle (Strecke außer Betrieb) | 17,99                | Ketzelsdorf                | Ketzelsdorf                |
| Bahnhof (Strecke außer Betrieb) | 20,33                | Poysdorf                   | Poysdorf                   |
| Strecke (außer Betrieb) |                      | nach Enzersdorf bei Staatz | nach Enzersdorf bei Staatz |

Die Bahnstrecke Dobermannsdorf–Poysdorf ist eine eingestellte, rund 20 km lange Nebenbahnstrecke im Weinviertel in Niederösterreich. Sie verlief von Dobermannsdorf nach Poysdorf.
Sie hatte 1988 die Kursbuchlinie 93c

## Geschichte
Die Strecke Dobermannsdorf – Poysdorf wurde ab März 1906 errichtet und am 8. Mai 1907 durch die Niederösterreichischen Landesbahnen eröffnet. Dort bestand Anschluss an die 1888 eröffnete Lokalbahn Enzersdorf bei Staatz–Poysdorf der Österreich-Ungarischen Staats-Eisenbahn-Gesellschaft (StEG). Die Strecke wurde betrieblich mit dem anschließenden Streckenabschnitt bis Enzersdorf zusammengeschlossen.
1927 wurde der Oberbau der Strecke erneuert und die Streckenhöchstgeschwindigkeit konnte im April 1929 von 25 auf 50 km/h angehoben werden. Bis Dobermannsdorf waren 45 km/h für Dampflokomotiven und 60 km/h für Austro-Daimler-Triebwagen gestattet.
Aufgrund der zunehmenden Motorisierung nach dem Zweiten Weltkrieg geriet die Bahnstrecke langsam ins Abseits. 1977 wurde die Strecke durch die Einstellung des Streckenabschnittes nach Enzersdorf zu einer Stichstrecke. Der letzte Güterzug mit Personenbeförderung fuhr im Jahre 1987 und hatte die Zugnummer 71256, er wurde zum  Personenzug 7470. Doch bereits mit 29. Mai 1988 wurde der Personenverkehr auf dieser Strecke eingestellt. Der Güterverkehr hielt sich noch einige Jahre, die Auflassung der Strecke erfolgte mit 22. Jänner 2007.
Die Gleise zwischen Dobermannsdorf und Poysdorf wurden im November bzw. Dezember 2012 abgebaut.

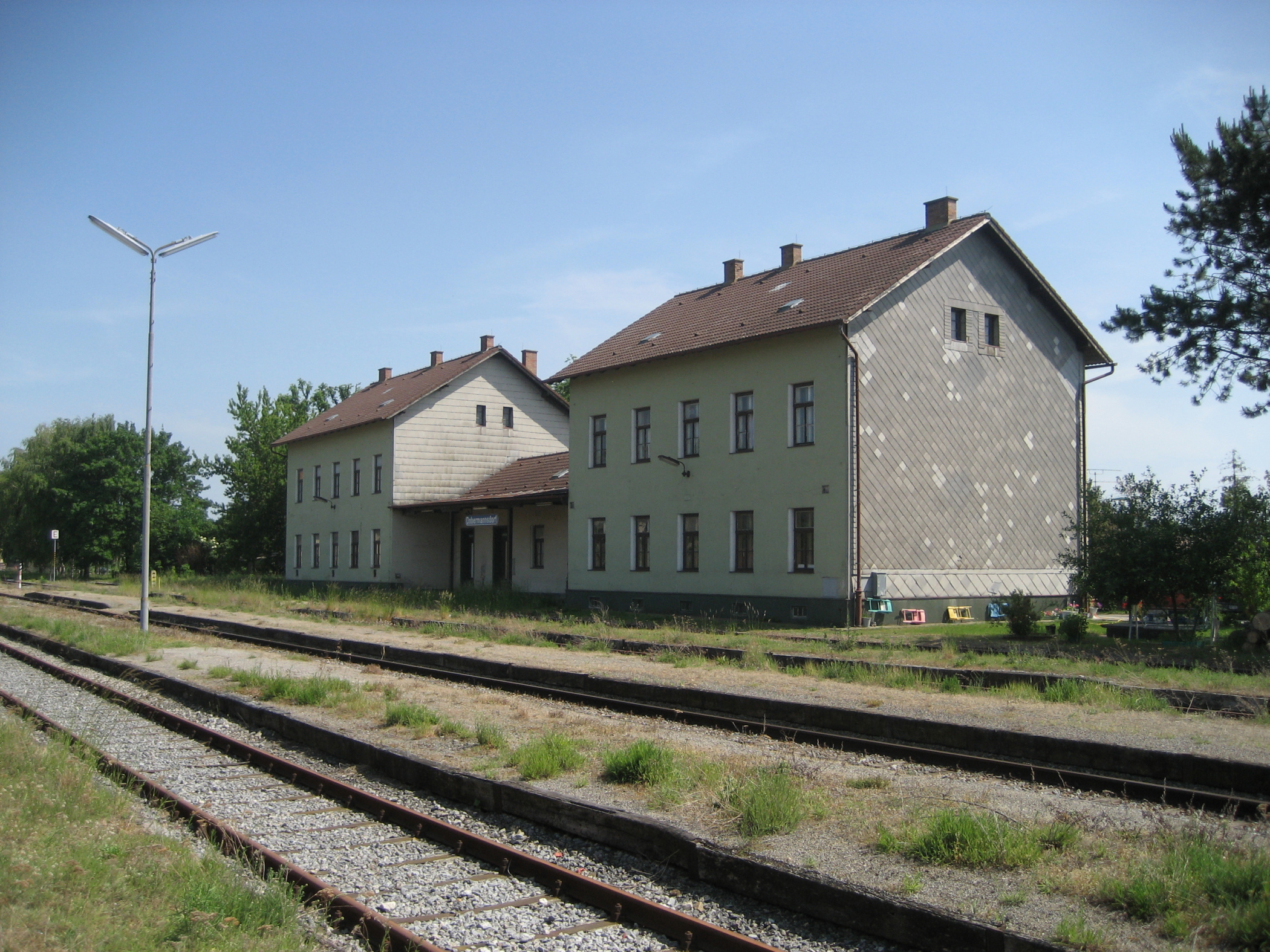
Aufnahmegebäude vom Bahnhof Dobermannsdorf
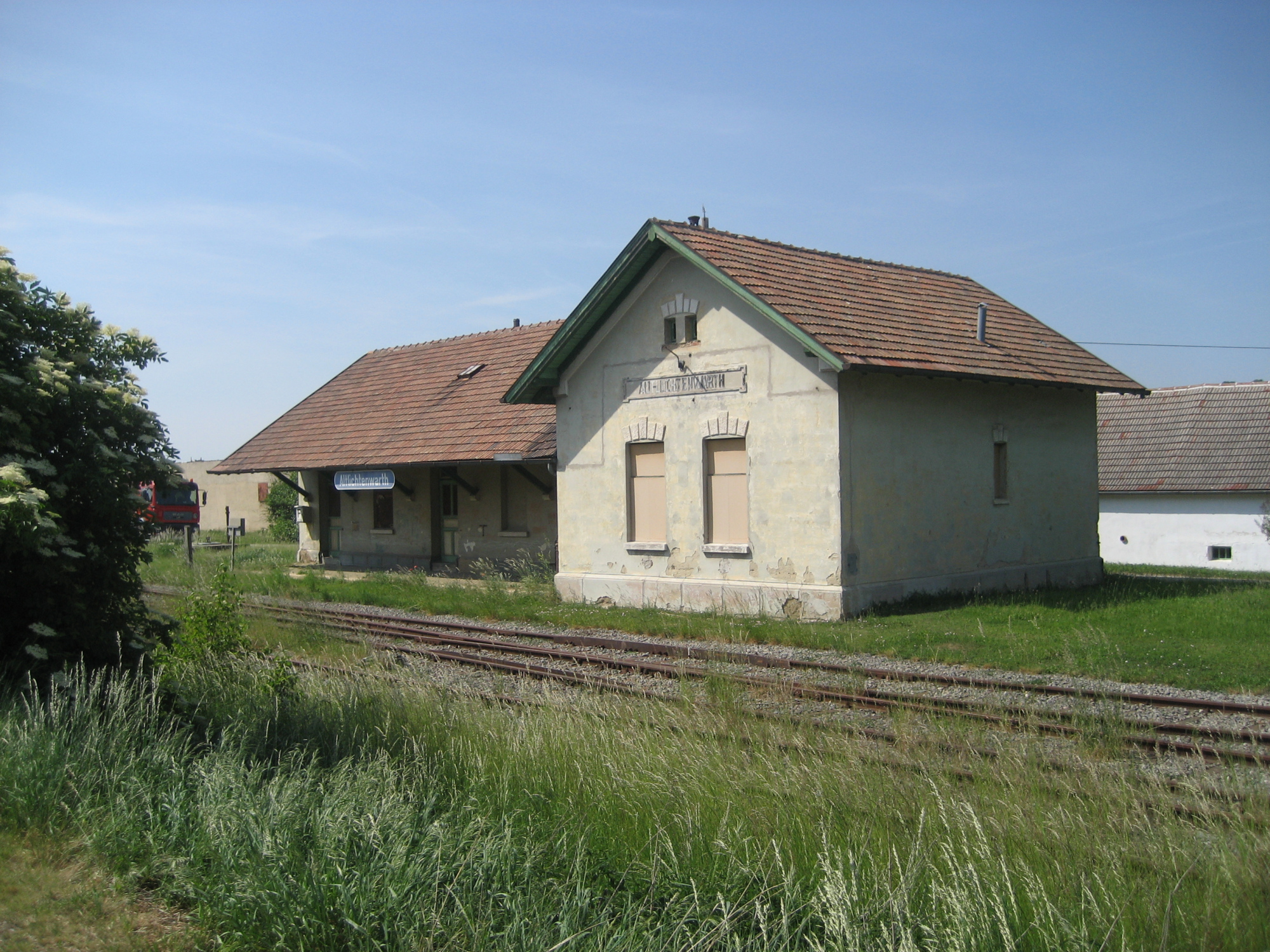
Bahnhof Altlichtenwarth (2009)
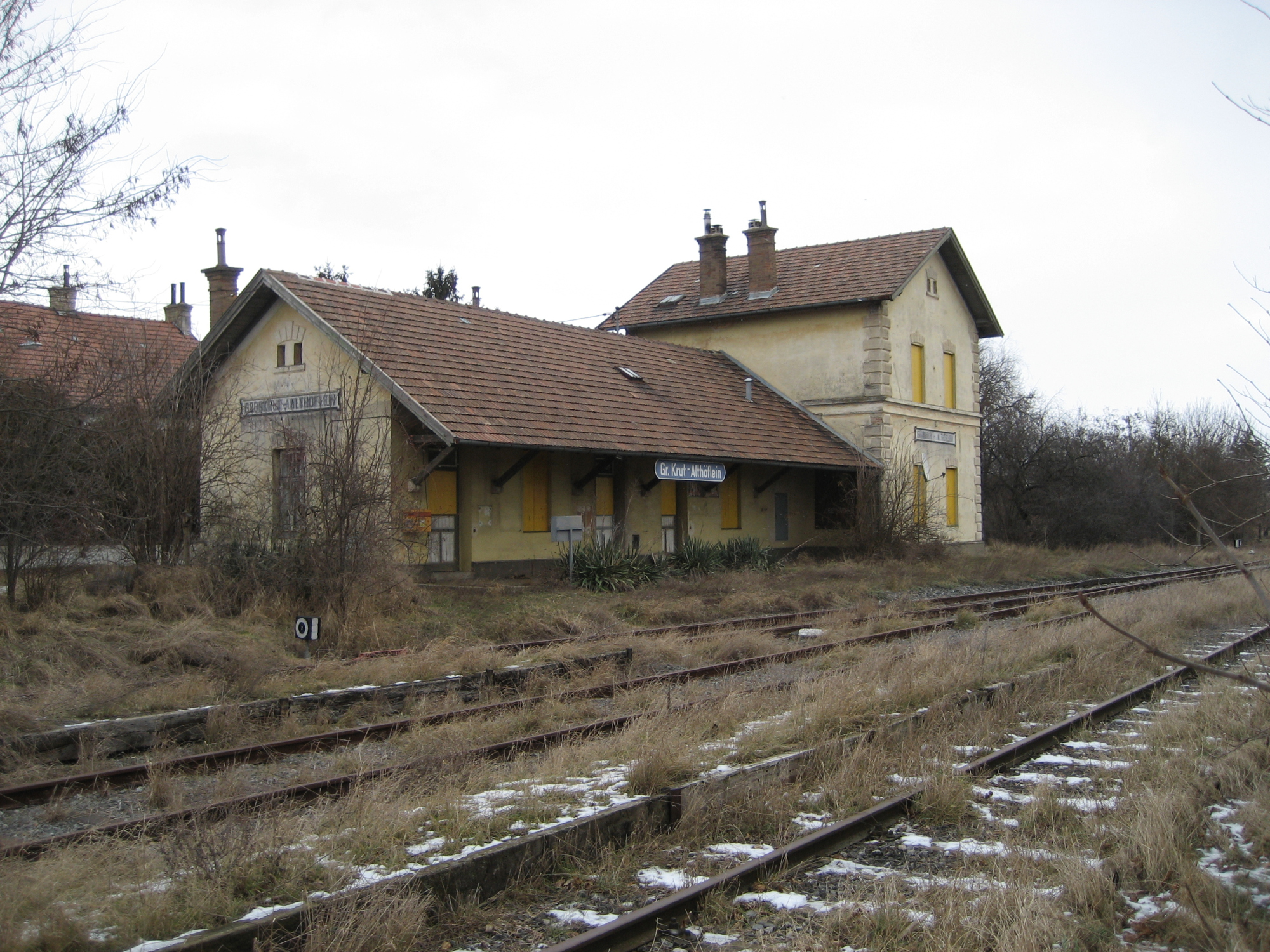
Bahnhof Großkrut-Althöflein (2009)
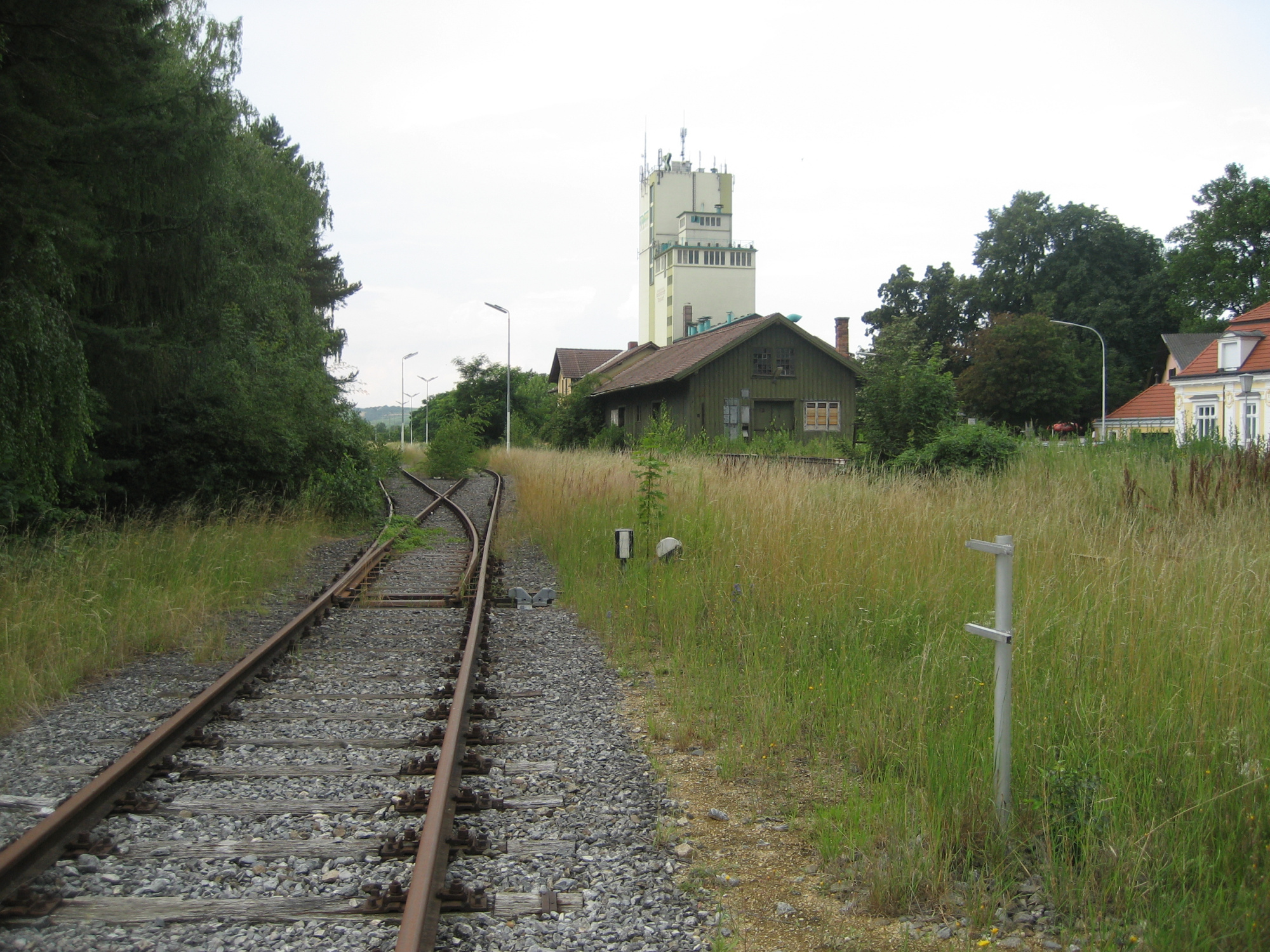
Einfahrtsbereich vom Bahnhof Poysdorf
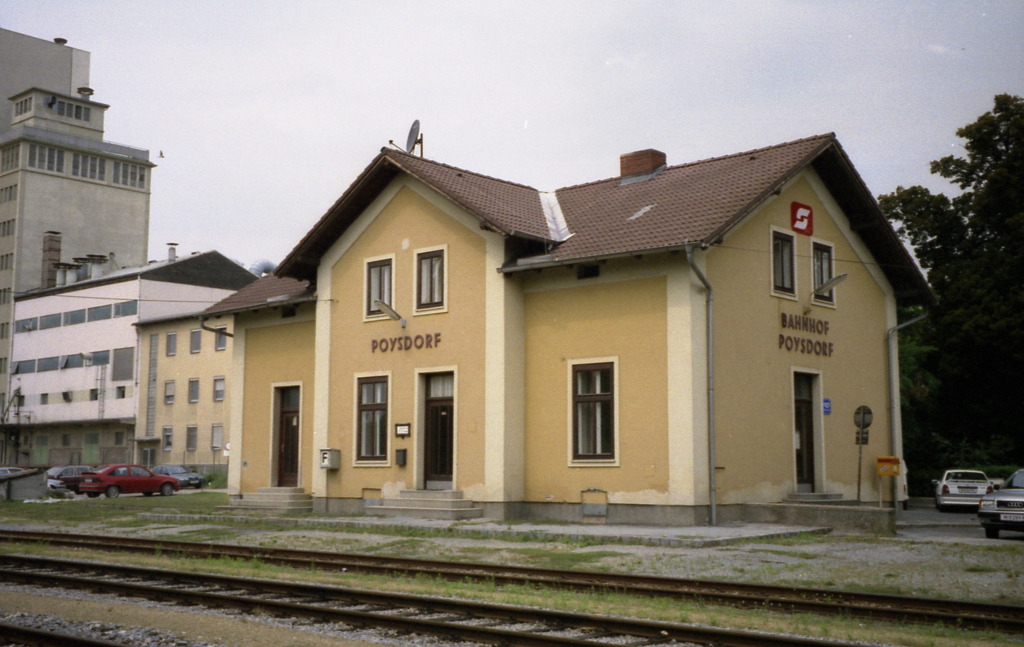
Bahnhof Poysdorf

## Streckenverlauf
Von Dobermannsdorf im Tal der Zaya aus setzte die Bahnstrecke über einen flachen Geländerücken nordwestwärts in die Gewässerfurche von Hausbrunn über, um diese bei Altlichtenwarth westwärts neuerlich Richtung Tal des Poybachs (Großkrut) zu verlassen, dem bis Poysdorf gefolgt wurde. 